# The Black Box
The Black Box – amerykański, limitowany, serial telewizyjny dramatyczny  wyprodukowany przez Bold Film dla ABC. Serial miał swoją premierę 24 kwietnia 2014 roku. Twórcami serialu są Amy Holden Jones i Illen Chaiken.
8 sierpnia 2014 roku, stacja ABC ogłosiła anulowanie serialu zaledwie po jednym sezonie.

## Fabuła
Serial skupia się wokół życia Catherine Black, która jest cenionym na świecie neurobiologiem. Kobieta ma wszystko, ale ukrywa przed rodziną i narzeczonym swoje sekrety. Jednym  z nich jest choroba psychiczna, z którą musi radzić sobie sama.

## Obsada
- Kelly Reilly jako Catherine Black – słynny neurobiolog, ma chorobę psychiczną, dwubiegunową[3]
- Vanessa Redgrave jako Dr Hartramph, psychiatra  Catherine[4]
- Ditch Davey jako Dr Marc Bickman[5]
- Terry Kinney jako Dr Owen Morely,  mentor  Black[6]
- Laura Fraser jako Regan Black, żona Josha[7]
- David Chisum jako Josh Black, starszy brat[8]
- Siobhan Williams jako Esme Black, siostrzenica Catherine[8]
- David Ajala jako Will Van Renseller[5]
- Ali Wong jako dr Ina Lark[5]

## Role drugoplanowe
- Tasso Feldman jako Leo Robinson
- Olivia Birkelund jak Karina Black
- Edward Herrmann jako Dr Reynaud

## Odcinki
| Sezon | Sezon | Odcinki | Oryginalna emisja | Oryginalna emisja | Oryginalna emisja | Oryginalna emisja | Oryginalna emisja |
| Sezon | Sezon | Odcinki | Premiera sezonu   | Finał sezonu      | Premiera sezonu   | Finał sezonu      |                   |
| ----- | ----- | ------- | ----------------- | ----------------- | ----------------- | ----------------- | ----------------- |
|       | 1     | 13      | 24 kwietnia 2014  | 31 lipca 2014     | brak danych       | brak danych       |                   |

### Sezon 1 (2014)
| №  | #  | Tytuł               | Reżyseria       | Scenariusz                      | Premiera USA ABC | Premiera POL |
| -- | -- | ------------------- | --------------- | ------------------------------- | ---------------- | ------------ |
| 1  | 1  | Kiss the Sky        | Simon Curtis    | Amy Holden Jones                | 24 kwietnia 2014 |              |
| 2  | 2  | Sweet Little Lies   | Simon Curtis    | Amy Holden Jones                | 1 maja 2014      |              |
| 3  | 3  | Who Are You         | John Krokidas   | Ilene Chaiken                   | 8 maja 2014      |              |
| 4  | 4  | Exceptional or Dead | John Krokidas   | Ish Goldstein & Matt Robinson   | 15 maja 2014     |              |
| 5  | 5  | Jerusalem           | Eric Stoltz     | Oahn Ly                         | 22 maja 2014     |              |
| 6  | 6  | Forget Me           | Eric Stoltz     | Amy Holden Jones                | 29 maja 2014     |              |
| 6  | 6  | Forget Me           | Eric Stoltz     | Amy Holden Jones                | 29 maja 2014     |              |
| 7  | 7  | Kodachrome          | Bronwen Hughes  | Ilene Chaiken                   | 19 czerwca 2014  |              |
| 8  | 8  | Free Will           | Bronwen Hughes  | Amy Holden Jones, Gary Lennon   | 26 czerwca 2014  |              |
| 9  | 9  | Sing Like Me        | Tricia Brock    | Amy Holden Jones                | 3 lipca 2014     |              |
| 10 | 10 | I Shall Be Released | Tricia Brock    | Ish Goldstein Matthew Robinson  | 10 lipca 2014    |              |
| 11 | 11 | Emotion             | Joshua Marston  | Michael Madden                  | 17 lipca 2014    |              |
| 12 | 12 | The Fear            | Joshua Marston  | Ilene Chaiken, Amy Holden Jones | 24 lipca 2014    |              |
| 13 | 13 | Consequences        | Andrew McCarthy | Amy Holden Jones                | 31 lipca 2014    |              |